# Системные технологии (группа компаний)
Системные Технологии (СТ) — группа компаний, работающая в области информационных технологий для оптовой торговли. Основная деятельность СТ связана с проектированием, разработкой и внедрением решений для управления дистрибуторскими сетями и контроля торговых команд.

## История
«Системные Технологии» были созданы в 2000 году на базе IT-подразделения калининградской торговой компании «Балтийская Бизнес Группа» (ББГ). Фирма успешно автоматизировала дистрибуцию при помощи «ST Мобильная Торговля», программного обеспечения собственной разработки. Рост производительности труда агентов в 2,3 раза подтолкнул руководство ББГ к созданию IT-компании, специализирующейся на автоматизации мобильной торговли [1].
С 2001 по 2002 «Системные Технологии» внедрили своё решение в десяти компаниях, занимающихся прямыми продажами и открыла офис в Москве.
В 2004 году генеральный директор Intel Крейг Баррет назвал ББГ одним из наиболее успешных примеров использования IT-технологий в российском бизнесе. После этого ББГ на несколько месяцев стала лицом рекламной кампании Intel в России [2]
В 2006 выходит «ST Мобильная торговля. Чикаго» — решение для крупных компаний и корпораций с территориально распределенной дистрибуцией. [4]
В 2007 при помощи «ST Чикаго» ГК «Системные Технологии» автоматизируют работу торговых агентов «Дирол Кэдбери» в России. [5]
В 2009 СТ завершает построение системы управления работой дистрибуторов для «АБИ Продакт» (более 700 рабочих мест, бюджет 23 млн руб.) и входит в рейтинг «Крупнейшие проекты: построение ИТ-инфраструктуры −2009» по версии CNews Analytics.[6]
В сентябре 2010 СТ завершает основной этап автоматизации дистрибуции российского представительства Kraft Foods. Впервые система автоматизации продаж с централизованной архитектурой развернута на территории протяженностью более 10 тыс. километров. [7]
С 2010 года компания выпускает журнал «Мобильная Торговля» — первое издание об автоматизации дистрибуции. [10]
К 2011 ГК «Системные Технологии» реализовали более 1500 проектов, в партнерскую сеть группы компаний объединяет более 600 IT-компаний в России и СНГ. [8]Работают представительства в Калининграде, Москве и Алматы. [9]
В марте 2013 «Системные Технологии» и Wlinky завершили «пилотный» проект по автоматизации Gabriel Bocti S.A.L. — ведущего дистрибьютора продуктов в Ливане.
В 2013 выходит «ST Мобильная Торговля 3.0» — мультиплатформенная версия мобильного приложения для полевых сотрудников.
В 2014 СТ запустили многофункциональный облачный сервис для дистрибуторских компаний ST Mobi.com.
2015 год ознаменовался выходом «ST Мобильная Торговля 4.1» — платформы для автоматизации полевого персонала с широкими возможностями доработки.
В декабре 2016 СТ и Tele2 объявляют об успешном завершении первого на телеком-рынке проекта по автоматизации агентов в непрофильной рознице.[21]
В 2021 году СТ и Mars Petcare осуществили масштабный цифровой проект ICEBERG: перестройка ландшафта sales-систем Mars Petcare.

## Продукты
- «ST Чикаго» — решение для автоматизации крупных торговых и производственных компаний с разветвленной сетью дистрибуции.
- «ST Mobi.com» — «облачный» сервис для автоматизации выездной работы торговых команд и контроля «полевого» персонала.
- «ST Чикаго DMS» — решение для консолидации данных и анализа работы дистрибьюторских компаний и производителей с собственной сетью сбыта.
- «ST Чикаго Мерчандайзинг» — решение для автоматизации и управления мерчандайзингом.
- «ST Мобильная Торговля» - приложение для организации выездной работы и контроля полевых сотрудников.
- «ST Мобильная Торговля для 1С» - быстрая и доступная автоматизация мобильной торговли для компаний, использующих продукты фирмы 1С.
- «ST Супервайзер» - автоматизация полевой и офисной работы руководителя торговой команды.
- «ST Аналитика OLAP» - детальная аналитика для эффективного управления бизнесом и принятия стратегических решений.
- «ST Веб-отчёты» - «облачный» сервис для быстрого доступа к оперативным и аналитическим отчетам.
- «ST Телеселлер» - автоматизация телефонных продаж и дистанционного развития территории.
- «Omnitracs Roadnet® Transportation Suite» - эффективное использование транспорта и контроль всех процессов доставки груза.
- «ST Smart BI» - удобный инструментарий для количественного и качественного анализа дистрибуции, оперативного контроля ключевых показателей и принятия стратегических бизнес-решений.
- «SalesBoostSystem» - геймификация полевого персонала для увеличения продаж торговой компании.
- Автоматическая система помощи машинисту «Штурман».

## Достижения, роль на рынке
В 2002 году комплекс «ST Мобильная торговля» признается лучшим решением для автоматизации мобильных работников на платформе WindowsCE/PocketPC по итогам ежегодной российской премии Handy Mobile Awards.[12]
В декабре 2003 комплекс «ST Мобильная торговля» удостаивается звания «Лучшая программа месяца» по версии журнала PC Magazine. [13]
В 2005 компания становится участником конкурса на лучшее IT-решение от Intel, [14] и обладателем сертификата номинанта премии «Золотой метр», предоставленным Евразийским Институтом Мерчандайзинга за инновационные внедрения в области мерчандайзинга. [15]
В 2007 группа компаний получает статус Microsoft Gold Certified Partner с компетенциями"Microsoft ISV/Software Solutions — независимый разработчик программного обеспечения", основанного на технологиях Microsoft. [16] К этому времени «ST Мобильная Торговля» входит в число доминирующих на российском рынке систем автоматизации дистрибуции. [17]
В декабре 2010 группа компаний подтверждает статус Microsoft Gold Certified Partner с компетенциями Midmarket Solution Provide и Data Platform. [18]
На начало 2011 в партнерскую сеть ГК «Системные Технологии» входит более 600 ИТ-компаний из России и стран СНГ [19]
В сентябре 2013 СТ проводят первую конференцию по развитию дистрибуции Systech Family Area (SFA).
В феврале 2015 группа компаний получает награду Samsung Top Partner Awards 2014 в номинации «Лучшие партнеры в области мобильных решений».
В июне 2016 при поддержке «Системных Технологий» проходит первая IT-секция Недели Российского Ритейла — самого масштабного отраслевого мероприятия в сфере розничной торговли в России.[22]
В 2017 году проект "Консолидация данных о вторичных продажах и автоматизация удаленных сотрудников компании «Русская Арматура»" побеждает в номинации «Лучшее ИТ-решение для DIY-рынка» конкурса «Проект года 2017. Выбор ИТ-директоров России», который проводится официальным порталом российских ИТ-директоров GlobalCIO. 
В 2018 году проект по автоматизации мерчандайзингового агентства компании «Единая Европа-холдинг» на базе SFA-системы «ST Чикаго» признан лучшим решением для маркетинга и продаж по версии портала GlobalCIO. 
В 2019 году Splat и «Системные Технологии» стали победителями конкурса «Проект года» GlobalCIO. Цифровая экосистема для управления продажами и планирования производства СТ & Splat - лучший управленческий ИТ-проект 2019 года в сфере маркетинга и продаж. 
БАТ и «Системные Технологии» — победители конкурса «Проект года». Проект «Крымский импринтинг: подключение сложного региона к глобальной экосистеме», реализованный командами ГК «Системные Технологии» и табачной компании БАТ, назван сообществом ИТ-директоров GlobalCIO лучшим проектом 2020 года в области управления маркетингом и продажами.
21 января 2020 года программные продукты «Системных Технологий» включены в Единый реестр российских программ под регистрационным номером 8848.
«Системные Технологии» победили в ежегодном конкурсе «Проект года 2021» в номинациях: 
— «Управление маркетингом и продажами» с кейсом «Перестройка ландшафта sales-систем Mars Petcare».
— «Производство FMCG и АПК» с кейсом «Построение цифровой инфраструктуры на базе Data Driven-подхода в Ferrero Russia».
Среди компаний, использующих продукты СТ, российские представительства Mondelēz International (до 2013 года — Kraft Foods), Mars Petcare, Coca-Cola, Tchibo, компании «Philip Morris Казахстан», «Руст», ПАО Группа «Черкизово», ЗАО «Молвест», Efes Rus, ОАО «ПРОГРЕСС», ЗАО «Эссен Продакшн АГ», ABI PRODUCT, ЯКОБС РУС, SPLAT и многие другие.

## Журнал «Мобильная торговля»
С 2010 года ГК «Системные Технологии» выпускает журнал «Мобильная торговля» — первое издание об автоматизации дистрибуции.
Общие сведения о журнале «Мобильная торговля»:
- Тематика: деловой, узкоспециализированный журнал, освещающий автоматизацию дистрибуции. Круг тем — от построения сети и выбора IT-решений до управления персоналом
- Эксперты: специалисты компаний, находящихся на разных стадиях автоматизации торговли, эксперты в области построения дистрибуции, коучеры, бизнес-консультанты и разработчики SFA-систем.
- Аудитория: сотрудники дистрибьюторских компаний и производственных предприятий, имеющих собственную сеть дистрибуции.
- Периодичность и распространение: «Мобильная торговля» выходит 8 раз в год. Для подписки на рассылку журнала достаточно ввести электронный адрес.

## Проект SFA
С 2013 ГК «Системные Технологии» ежегодно проводит конференцию Systech Family Area (SFA), посвященную вопросам развития дистрибуторских сетей
Конференция предназначена для крупных компаний, работающих с дистрибуторскими сетями, поставщиков оборудования и независимых экспертов.
За шесть лет мероприятие посетили сотрудники Action, FrieslandCampina Russia, Tele2, Wrigley, «Арт-Визаж», «Алвиса», «Аникеев Бизнес Инвест» (АБИ Групп), «Единая Европа Холдинг», Mondelez International (Kraft Foods Russia), «Конте-Спа»,"Молвест", «Неско», «Олтри», «Прогресс», «Руст», «Русский стандарт», «Синергия», «Ферреро Руссия», «Форестер», «Черкизово МПЗ», «Эссен», «Хайнц» и многие другие.
Видео клиентской конференции компании «Системные Технологии» SFA — 2017
Конференция Systech Family Area 2019. Отчётное видео